# おかのみさと
おかの みさと（1977年2月2日 - ）は、日本の女優、声優。以前は円谷プロダクションに所属していた。東京都出身。血液型はB型。本名・旧芸名は鈴木 みさと。趣味はイラスト、だし巻き卵作り。特技は殺陣。

## 出演作品

### テレビドラマ
- 木曜ミステリー 新・京都迷宮案内4（真衣）
- 土曜ワイド劇場 牟田刑事官事件ファイル
- 子連れ狼（侍女）
- 相棒 Season 4（料理番組のアシスタント）
- 腐女子デカ（本間美樹）

### 映画
- ウルトラマンゼアス2 超人大戦・光と影（レディベンゼン星人〈スーツアクター〉）
- ねらわれた学園

### バラエティ
- さんまのスーパーからくりTV

### CM
- グローバル・ダイエット

### 特撮
- ウルトラマンティガ（恐竜人間イブ、ほか[要出典]）
- ウルトラマンダイナ（キティ小隊隊員）
- ブースカ! ブースカ!!（トキメキ仮面エリカ）

### テレビアニメ
- ふしぎ星の☆ふたご姫（2005年 - 2006年、街の人、ハーニィ、女性客、子供、ルル、女の子）
- ふしぎ星の☆ふたご姫 Gyu!（2006年 - 2007年、ルル）

### ゲーム
- 隠忍 -THE NINJA MASTER-（雪姫）

### ビデオ
- ウルトラセブン 失われた記憶
- ウルトラマンメビウス外伝 アーマードダークネス（GUYS隊員の声）
- オタスケガール（秋谷泉美）
- 天然少女 萬
- ビデオ保育園 おんなじおんなじ

### ラジオ
- ウルトラQ倶楽部（さとみ、お人形）
- GROOVE FROM K-WEST（レギュラーDJ）

### 舞台
- ウルトラマン プレミアムステージ2（声の出演）

### その他
- ウルトラQ dark fantasy DVD発売記念試写会（司会）
- フラッシュ・ザ・ブースカ（ブースカの声）
- 陸上自衛隊機関誌「曹友」（100号記念マスコットガール）